# Mâle alpha et bêta
 (février 2023).
Les informations dans cet article sont mal organisées, redondantes, ou il existe des sections bien trop longues. Structurez-le ou soumettez des propositions en page de discussion.
Avec le temps, il arrive que le contenu présent dans un article devienne désordonné. Il est souvent nécessaire de réorganiser l'article de fond en comble.
- Il faut tout d’abord répartir le contenu de l'article en plusieurs sections. Les informations doivent ensuite être exposées clairement et le plus synthétiquement possible, regroupées par sujet afin d'éviter les doublons. Quelqu'un cherchant une information précise doit pouvoir la trouver rapidement en lisant la section appropriée.
- À l'intérieur de chaque section, le texte, souvent initialement sous la forme de phrases éparses, doit être regroupé dans des paragraphes de quelques lignes, en assurant un enchaînement logique et une cohérence entre les phrases.
- Lorsque l'article ou l'une de ses sections développe trop longuement un point qui n'est pas dans le cœur du sujet traité, il convient de faire une synthèse et de transférer l'ancien contenu dans des articles plus appropriés (en cas de transfert, il faut impérativement respecter la procédure Aide:Scission).

Si vous pensez que ces points ont été résolus, vous pouvez retirer ce bandeau et améliorer le plan d'un autre article.
Mâle alpha et mâle bêta, ou simplement alpha et bêta, sont des termes d'argot pseudo-scientifiques pour désigner les hommes, dérivés de la désignation des animaux alpha et bêta en éthologie. La popularisation de ces termes pour décrire les humains a été largement critiquée par les scientifiques,.
Les deux termes ont été fréquemment utilisés dans des mèmes Internet parmi les membres des communautés de forums Internet, par exemple les incels, qui ne se croient pas sûrs d'eux ou traditionnellement masculins, et se sentent négligés par les femmes,. On l'utilise aussi pour décrire négativement d'autres hommes qui ne sont pas considérés comme sûrs d'eux, en particulier avec les femmes,.

## Histoire
Les termes étaient utilisés presque exclusivement en éthologie animale avant les années 1990, notamment en ce qui concerne les privilèges d'accouplement avec les femelles, la capacité à tenir un territoire et la hiérarchie en termes de consommation de nourriture au sein de leur troupeau. En éthologie animale, le terme bêta désigne un animal subordonné aux membres de rang supérieur dans la hiérarchie sociale, qui doit donc attendre pour manger et n'a que peu ou pas d'opportunités de copulation.
Dans le livre Chimpanzee Politics : Power and Sex Among Apes, le primatologue et éthologue Frans de Waal a suggéré que ses observations d'une colonie de chimpanzés pouvaient éventuellement être appliquées aux interactions humaines. Certains commentaires sur le livre, notamment dans le Chicago Tribune, ont évoqué les parallèles avec les hiérarchies de pouvoir humaines. Au début des années 1990, certains médias ont commencé à utiliser le terme alpha pour désigner les humains, en particulier les hommes « virils » qui excellaient dans les affaires. Le journaliste Jesse Singal (en), qui écrit dans le magazine New York, attribue la prise de conscience populaire de ces termes à un article du magazine Time de 1999, qui décrit l'opinion de Naomi Wolf, qui était à l'époque conseillère du candidat à la présidence Al Gore : « Wolf a soutenu en interne que Gore est un « mâle bêta » qui doit affronter le « mâle alpha » dans le bureau ovale avant que le public ne le considère comme le meilleur ». Singal attribue également au livre pick up artist à succès de 2005 de Neil Strauss, intitulé The Game, le mérite d'avoir popularisé le mâle alpha comme idéal à atteindre.

## Utilisation
Le terme mâle alpha est souvent appliqué, à tort, à tout homme dominateur, en particulier aux brutes.L'opinion selon laquelle il existe une hiérarchie de la dominance chez les humains, composée de « mâles alpha » et de « mâles bêta », est parfois rapportée dans les médias grand public. Les experts considèrent comme misogynes et stéréotypés les affirmations selon lesquelles les femmes seraient « câblées » pour désirer les « mâles alpha », et ces affirmations ne sont pas étayées par la recherche,,. Les psychologues évolutionnistes qui étudient le comportement d'accouplement des humains pensent plutôt que les humains utilisent deux stratégies distinctes de domination et de prestige pour grimper dans les hiérarchies sociales, la domination ou le prestige d'un homme jouant un rôle important dans son attrait pour les femmes,,.
Cette idée fausse sur les « mâles alpha » est courante au sein des communautés de la manosphère, un ensemble de sites web, de blogs et de forums en ligne promouvant la masculinité, une forte opposition au féminisme et la misogynie, qui comprend des mouvements tels que le mouvement pour les droits des hommes, les incels (célibataires involontaires), les Men Going Their Own Way (MGTOW), les pick-up artists (PUA) et les groupes de défense des droits des pères,,,,. Le terme bêta y est souvent utilisé, mais de façon hétérogène ; Debbie Ging, spécialiste des études médiatiques, a décrit les théories des communautés sur « la masculinité alpha, bêta, oméga et zêta » comme étant « confuses et contradictoires ». Le terme bêta est parfois utilisé comme auto-identification par les hommes qui n'incarnent pas la masculinité hégémonique,. Mais il est parfois utilisé par les manosphériens comme un terme péjoratif pour les hommes qui sont (perçus) comme féministes, ou qui sont considérés comme agissant en tant que white knight. Certains groupes de la manosphère désignent les membres d'autres groupes de la manosphère comme des bêtas ; par exemple, les membres de la communauté Men Going Their Own Way (MGTOW) l'utilisent parfois pour désigner les activistes des droits de l'homme ou les incels. Les membres de la communauté des pick up artists (PUA) l'utilisent pour désigner les hommes qui n'ont pas de « jeu ». En général, les communautés de la manosphère pensent que les hommes qu'elles considèrent comme des « mâles alpha » sont préférés par les femmes, et que les hommes qu'elles considèrent comme des « mâles bêta » sont exploités ou ignorés par les femmes,,. Les termes similaires à bêta utilisés par les communautés de la manosphère sont nice guy, cuck, simp et soy boy,,,,.

## Termes connexes

### «Alpha fux bêta bux»
Dans la manosphère, le terme alpha fux bêta bux présuppose une stratégie sexuelle d'hypergamie ou de « mariage » chez les femmes, selon laquelle elles préfèrent et ont des relations sexuelles avec des hommes « alpha », mais se contentent d'hommes « bêta » moins attrayants pour des raisons financières,. Elle exprime parfois la croyance que les femmes épousent des mâles bêta pour les exploiter financièrement, tout en continuant à avoir des relations sexuelles extraconjugales avec des mâles alpha,. Ging explique ces croyances comme un effort des jeunes hommes du monde occidental pour faire face à leurs perspectives économiques limitées à la suite de la crise financière de 2007-2008 en faisant appel à des notions de genre essentialiste de femmes vénales populaires dans la culture postféministe. 

### Bêta orbiter
Un bêta orbiter est un homme bêta qui investit du temps et des efforts pour se mêler aux femmes dans l'espoir d'entrer éventuellement dans une relation romantique ou d'avoir des relations sexuelles avec elles. Le terme a attiré l'attention des médias en 2019 avec le meurtre de Bianca Devins (en). Un homme a tué la jeune Devins, âgée de 17 ans, et a posté des photos de son corps en ligne, dont l'une portait la légende suivante : « Désolé les gars, vous allez devoir trouver une autre personne autour de laquelle orbiter. »,. 

### Bêta uprising
Le terme de bêta uprising (ou soulèvement en français) ou rébellion incel a été largement utilisé par les incels pour désigner la vengeance des membres de leur communauté qui ont été négligés par les femmes. De là on l'utilise parfois pour décrire un mouvement visant à renverser ce qu'ils considèrent comme une société oppressive et féministe. Une attaque au véhicule survenue en 2018 à Toronto, au Canada, aurait été perpétrée par un homme qui avait publié sur sa page Facebook, juste avant l'attaque, « la rébellion incel a déjà commencé ». Les médias ont utilisé les termes soulèvement bêta et rébellion incel pour désigner les actes de violence perpétrés par les membres des communautés de la manosphère, en particulier les incels.

### Mâle sigma
Le terme mâle sigma est utilisé pour désigner un mâle qui est aussi dominant qu'un mâle alpha, mais qui existe en dehors de la hiérarchie des mâles alpha-bêta en tant que « loup solitaire ». Dans la manosphère, il est considéré comme le type d'homme le plus « rare ». Le terme est apparu pour la première fois dans un billet de blog du provocateur alt-right Vox Day (en). Plus tard, le chirurgien plastique californien John T. Alexander a publié le livre The Sigma Male : What Women Really Want. Et en 2018, le terme est apparu sur YouTube et en 2021, il est devenu viral après un tweet de Lily Simpson,,.
Malgré ses origines alt-right, le terme « sigma male » fut à tort pris comme un sens ironique et satirique, pour se moquer du concept de la « manosphère » et des idées de la culture de l'hyperproductivité avec des actions bizarres et insensées considérées comme faisant partie de l'état d'esprit sigma male ou « grindset »,.